# Platygnathus
Platygnathus is een kevergeslacht uit de familie van de boktorren (Cerambycidae). De wetenschappelijke naam van het geslacht werd voor het eerst geldig gepubliceerd in 1832 door Audinet-Serville.

## Soorten
Platygnathus omvat de volgende soorten:
- Platygnathus octangularis (Olivier, 1795)
- Platygnathus sechellarum Aurivillius, 1922